# 셀리논

셀리논(빨간색)과 원(파랑색)의 넓이는 같다.

기하학에서 셀리논(Selinon)은 반원들로 이루어진 도형이다. 그리스어로 '소금 그릇'이라는 뜻이다.

## 작도 방법
1. 선분 AB를 지름으로 하는 반원 ACB를 그린다.
2. 지름 AB 위에 A와 B로부터 각각 같은 거리만큼 떨어진 점 D, E를 잡는다.
3. 선분 AD와 선분 EB를 지름으로 하는 두 개의 반원을 반원 ACB와 같은 쪽에 그린다.
4. 선분 DE를 지름으로 하는 반원을 반원 ACB의 반대쪽에 그린다.

## 넓이
반원 ACB(반원 O라 하자)와 같은 쪽의 두 반원(각각 반원 O1, O2라 하자)의 반지름의 길이를 r1이라 하고, 반대쪽의 반원(반원 O3라 하자)의 반지름의 길이를 r2라 하면 셀리논의 넓이는 다음과 같다.
{\displaystyle S=O-O_{1}-O_{2}+O_{3}={\frac {1}{2}}\pi (2r_{1}+r_{2})^{2}-2\cdot {\frac {1}{2}}\pi {r_{1}}^{2}+{\frac {1}{2}}\pi {r_{2}}^{2}={\frac {1}{2}}\pi (2{r_{1}}^{2}+4r_{1}r_{2}+2{r_{2}}^{2})=\pi (r_{1}+r_{2})^{2}}
선분 CF를 지름으로 하는 원의 넓이와 같다.